# 斯爾納克亞 (亞利桑那州)
斯爾納克亞（英語：Sil Nakya）是位於美國亞利桑那州皮馬縣的一個非建制地區。該地的面積和人口皆未知。

## 地理
斯爾納克亞的座標為32°13′18″N 111°48′59″W / 32.22167°N 111.81639°W，而該地的平均海拔高度為674米（即2211英尺）。